# Francuski tenkovi u Drugom svjetskom ratu
Francuski tenkovi u Drugom svjetskom ratu u većini slučajeva bili su znatno lošiji od onih njemačkih ili sovjetskih. Kod francuskih tenkova nije bilo toliko inovativnosti, pa su ti tenkovi bili vrlo loše napravljeni sa zastarijelim rješenjima. Protiv njemačkih Panzera većina francuskih tenkova nije imala izglede za pobjedu. Prednost tih tenkova bila je što su lagani i imaju veću brzinu od težih njemačkih tenkova. Ta prednost iskorištena je na način da su se u središte fronta postavili teži tenkovi i topništvo, dok bi laki francuski tenkovi dolazili protivnicima s leđa i imali veće izglede za uništavanje protivnika.
Francuski tenkovi koji su korišteni u II. svjetskom ratu:
- AMC 34
- AMC 35
- AMR 33
- AMR 35
- Char B1
- Char D1
- Char D2
- Char G1
- FCM 36
- FCM F1
- Hotchkiss H35
- Renault FT
- Renault R35
- Renault R40
- Somua S35